# Zračna luka Jackson-Evers
Zračna luka Jackson-Evers je međunarodna zračna luka civilno-vojne namjene smještena 9 km istočno od poslovnog središta grada Jacksona, metropole američke savezne države Mississippi.
Luka služi za komercijalno, privatno i vojno zrakoplovstvo a dobila je ime po Medgaru Eversu, bivšem tajniku Mississippija pri NAACP-u, najutjecajnojoj oragnizaciji za ljudska prava u SAD-u.
U ožujku 2011. zračna luka Jackson-Evers je na temelju statističkih istraživanja proglašena 8. najboljom zračnom lukom na svijetu. Istraživanje je provelo Međunarodno vijeće zračnih luka (ACI). Uspjeh je tim veći jer je Jackson-Evers jedina američka zračna luka među top 10.

## Povijest
Zemljište na kojem se nalazi Jackson-Evers je predodređeno za civilni i vojni avio transport 1963. godine. Novom zračnom lukom bi se zamijenila postojeći Hawkins Field koji je od 1928. bio glavni aerodrom grada Jacksona. Novi aerodrom je najprije dobio ime po Allenu C. Thompsonu, gradonačelniku Jacksona koji je bio najzaslužniji kako bi se dobilo zemljište na kojem bi se gradila zračna luka.
Početkom 1990-ih ime je promijenjeno u jednostavniji naziv Međunarodna zračna luka Jackson kako bi se odrazila činjenica da luka služi međunarodnim letovima. Tako je od 1997. američki avio prijevoznik Southwest Airlines počeo letjeti iz Jacksona za Chicago, Baltimore, Houston i Orlando. Danas na tu zračnu luku dnevno slijeće 247 zrakoplova.
Prema odluci gradskog vijeća grada Jacksona u prosincu 2004., ime aerodroma je od 22. siječnja 2005. promijenjeno u Međunarodna zračna luka Jackson-Evers. Kako bi se omogućila usluga letova za gradsko područje New Yorka, iz Jacksona su omogućeni svakodnevni letovi u Newark. Tu uslugu je omogućavala avio kompanija Continental Airlines od 25. rujna 2007. Međutim, zbog visokih cijena goriva, ruta je ukinuta u ljeto 2008. Također, American Airlines je ukinuo svakodnevnu liniju za Chicago.
Osim u civilne, zračna luka Jackson-Evers se koristi i u vojne svrhe. Ona je baza 172. zračnom krilu ratnog zrakoplovstva Nacionalne garde Mississippija. Prije su se koristili transportni zrakoplovi C-119 Flying Boxcar, C-124 Globemaster, C-130 Hercules i C-141 Starlifter a danas C-17 Globemaster.

## Karakteristike
Zračna luka Jackson-Evers se nalazi na površini od 1.368 hektara te je izgrađena na području 105 m nadmorske visine. Slijetanje / uzlijetanje zrakoplova se odvija na dvije asfaltne piste. U jednogodišnjem razdoblju od kraja 2006. do kraja 2007. zračna luka je bila baza za čak 45 letjelica. Od toga je bilo 20% jednomotornih, 36% višemotornih, 22% mlaznih i 18% mlaznih zrakoplova te 4% helikoptera.

## Avio kompanije i destinacije

### Civilni transport
| Zračna luka Jackson-Evers | Zračna luka Jackson-Evers                                                   |
| Avio kompanija            | Destinacije                                                                 |
| ------------------------- | --------------------------------------------------------------------------- |
| American Eagle Airlines   | Dallas                                                                      |
| Delta Air Lines           | Atlanta                                                                     |
| Delta Connection          | Atlanta, Memphis (obje linije preko ExpressJeta)                            |
| Southwest Airlines        | Baltimore, Chicago, Houston sezonski letovi u Orlando                       |
| United Express            | Chicago, Houston (obje linije preko ExpressJeta)                            |
| US Airways Express        | Caharlotte (preko PSA Airlinesa) Washington D.C. (preko Republic Airlinesa) |

## Vanjske poveznice
- Aeronav.faa.gov[neaktivna poveznica]
- Fly.faa.gov